# قرار مجلس الأمن التابع للأمم المتحدة رقم 2098
قرار مجلس الأمن التابع للأمم المتحدة رقم 2098، المتخذ بالإجماع في 28 مارس 2013.

## روابط خارجية
- نص القرار في undocs.org